# Снітове (зупинний пункт)
Снітове (біл. Снітава)  — зупинний пункт Берестейського відділення Білоруської залізниці в Іванівському районі Берестейської області. Розташований в агромістечку Снітаве на лінії Лунинець — Жабинка, між станціями Янів-Поліський і Трудова.